# Weeping Water
Weeping Water és una població dels Estats Units a l'estat de Nebraska. Segons el cens del 2000 tenia 1.103 habitants.

## Demografia
Segons el cens del 2000, Weeping Water tenia 1.103 habitants, 434 habitatges, i 293 famílies. La densitat de població era de 483,9 habitants per km².
Dels 434 habitatges en un 34,1% hi vivien nens de menys de 18 anys, en un 56,7% hi vivien parelles casades, en un 7,4% dones solteres, i en un 32,3% no eren unitats familiars. En el 29,3% dels habitatges hi vivien persones soles el 14,7% de les quals corresponia a persones de 65 anys o més que vivien soles. El nombre mitjà de persones vivint en cada habitatge era de 2,54 i el nombre mitjà de persones que vivien en cada família era de 3,15.
Per edats la població es repartia de la següent manera: un 27,5% tenia menys de 18 anys, un 8,8% entre 18 i 24, un 26,8% entre 25 i 44, un 21,8% de 45 a 60 i un 15,1% 65 anys o més.
L'edat mediana era de 37 anys. Per cada 100 dones de 18 o més anys hi havia 90,9 homes.
La renda mediana per habitatge era de 42.692 $ i la renda mediana per família de 51.250 $. Els homes tenien una renda mediana de 37.656 $ mentre que les dones 21.354 $. La renda per capita de la població era de 18.674 $. Aproximadament el 5,1% de les famílies i el 7,4% de la població estaven per davall del llindar de pobresa.

## Poblacions més properes
El següent diagrama mostra les poblacions més properes.